# Kámel Daúd
Kámel Daúd (francouzsky Kamel Daoud, arabsky كمال داود‎; 17. června 1970, Mesra, Alžírsko) je francouzsky mluvící alžírský spisovatel a novinář, držitel Prix Goncourt du premier roman (Goncourtova cena za literární debut) z roku 2015 za svůj první román Meursault, přešetření. V roce 2024 získal Goncourtovu cenu za román Houris.

## Životopis
Kámel Daúd je synem policisty a ženy z měšťanské rodiny z Mesry, jako jediný ze šesti dětí dokončil vysokoškolské vzdělání. Po maturitě studoval francouzskou literaturu. Píše ve francouzštině (arabský jazyk vnímá jako ovlivněný politikou a ideologií. Zúčastnil se protivládní demonstrace 5. října 1988 v Mostaganem.
S manželkou se rozvedl v roce 2008 po narození dvou dětí.

## Kariéra novináře
V roce 1994 nastoupil do francouzského deníku Le Quotidien d'Oran a o tři roky později vydal svůj první sloupek  s názvem „Raina raikoum“ („Náš názor, váš názor“). Své články publikuje v elektronickém časopise Algérie-focus a rovněž v Slate Afrique.
12. února 2011 byl krátce zatčen  v souvislosti s demonstrací.